# Montgeron
Montgeron é uma comunidade francesa, do departamento de Essonne, na região da Ilha de França.

## Toponímia
O lugar foi chamado Mous Gisonis, Mons Gisonis em 1137, Mons Gizonis em 1247, depois Montgisonis no século XIII, Montgeson, Montgiron-en-Brie no século XVII. A comuna foi criada em 1793 com seu nome atual.